# Vampirism
Vampirismul este credința în existența vampirilor.
Vampirism (din franceză vampirisme) mai poate fi și o perversiune sexuală manifestată printr-un sadism extrem, bolnavul simțind o plăcere sexuală atunci când provoacă sângerarea partenerului.
Tot vampirism este și o altă denumire pentru necrofilie.